# 테이프 라이브러리

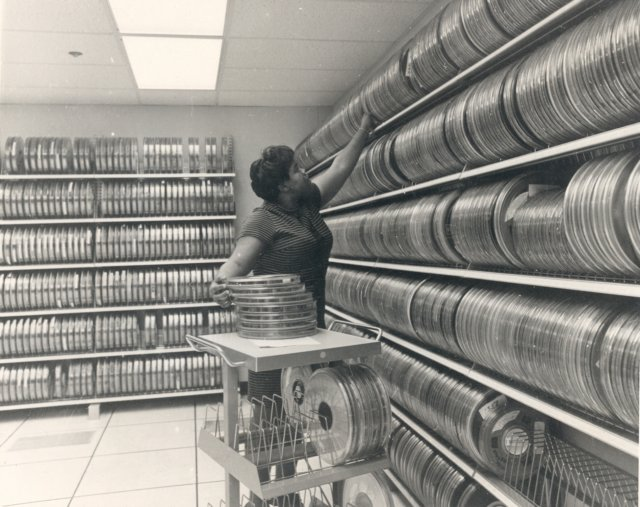
1960년대와 1970년대에 널리 사용되었던 수동 자기 테이프 라이브러리이다. 롤링 카트는 직원이 도서관의 랙과 테이프 드라이브가 있는 컴퓨터실 사이에 테이프를 옮기는 데 사용된다.

테이프 라이브러리(tape library)는 컴퓨터 스토리지에서 자기 데이터 테이프를 보관하는 물리적 영역이다. 이전 시대에 테이프 라이브러리는 테이프 사서 및 컴퓨터 운영자로 알려진 사람들에 의해 유지 관리되었으며 라이브러리의 적절한 작동은 일괄 처리 작업을 실행하는 데 중요했다.  이 시대의 테이프 라이브러리는 자동화되지 않았지만 테이프 관리 시스템 소프트웨어를 사용하면 이를 실행하는 데 도움이 될 수 있다.
이후 테이프 라이브러리는 물리적으로 자동화되었으며, 따라서 테이프 사일로, 테이프 로봇 또는 테이프 주크박스라고도 한다.  이는 하나 이상의 테이프 드라이브, 테이프 카트리지를 보관하는 여러 슬롯, 테이프 카트리지를 식별하는 바코드 판독기 및 자동화된 테이프 로드 방법(로봇)을 포함하는 저장 장치이다. 이러한 솔루션은 주로 백업 및 디지털 보관에 사용된다. 또한 현재 사일로에 있지 않은 테이프가 저장되는 영역을 테이프 라이브러리라고도 한다. 가장 초기의 사례 중 하나는 1974년에 발표된 IBM 3850 대용량 저장 시스템(MSS)이었다.
두 시대 모두 테이프 라이브러리에는 수백만 개의 테이프가 포함될 수 있다.

## 같이 보기
- 가상 테이프 라이브러리